# Petroica rosea
Petroica rosea là một loài chim trong họ Petroicidae.